# Микулеску, Константин
Константин Микулеску (англ. Constantin Miculescu, 6 сентября 1863, Crevenicu, Телеорман — 29 декабря 1937, Бухарест) — румынский физик.
Микулеску родился в Кревенику, жудец Телеорман, в семье крестьян и получил среднее образование в средней школе имени Матея Басараба в Бухаресте. Затем он учился на физико-математическом факультете Бухарестского университета, где посещал курсы таких преподавателей, как Спиру Харет, Марин Алексе и Эманойл Бакалоглу. В 1886 году он отправился в Париж, чтобы продолжить обучение в аспирантуре Физической лаборатории Сорбонны, и в 1891 году защитил докторскую диссертацию. Диссертация под названием «Об определении механической эквивалентной энергии» была написана под руководством Габриэля Липпмана, будущего лауреата Нобелевской премии по физике:14.
Микулеску стал профессором Бухарестского университета, его исследования были сосредоточены на тепле, оптике и акустике. Микулеску известен тем, что в 1891 году с большой точностью определил механический эквивалент калории, используя воду, циркулирующую в калориметре.
Он был женат на Александрине Брэтиану, дочери Теодора Брэтиану (брата Иона К. Брэтиану); у них была дочь Виолета. Микулеску умер в Бухаресте в возрасте 74 лет и был похоронен, согласно его воле, в Кула-Султэника в городе Шуйчи, жудец Арджеш.
Его имя носит награда Румынской академии, а его бюст работы скульптора Корнела Медреа выставлен в Бухарестском университете.